# Condado de Dukes
El condado de Dukes (en inglés: Dukes County) es uno de los catorce condados del estado estadounidense de Massachusetts. En el 2000 el condado tenía una población de 14 987 habitantes. La sede del condado,es Edgartown. Fue originalmente establecido como el condado de Dukes, Nueva York el 1 de noviembre de 1683, y fue transferido a Massachusetts y dividido para que Nantucket Island se convirtiera en el condado de Nantucket, Massachusetts el 7 de octubre de 1691. El estatuto fue creado "por el nombre de Dukes County" al contrario a como normalmente es "el condado de Dukes" razón por la redundancia de su nombre.

## Geografía
Según la Oficina del Censo, el condado tiene un área total de 1272 km², de la cual 269 km² es tierra y 1.003 km² (es decir el 78,9%) es agua.

## División administrativa
El condado de Dukes está compuesto por una las islas Elizabeth, que en su conjunto conforman la localidad de Gosnold. Por su parte, bastante más alejada del continente se encuentra la isla Martha's Vineyard, compuesta por las seis localidades de Tisbury, Edgartown, Oak Bluffs, West Tisbury, Chilmark y Aquinnah.

## Demografía
En el censo de 2000, hubo 14,987 personas, 6,421 hogares, y 3,788 familias residiendo en el condado. La densidad poblacional era de 144 personas por milla cuadrada (56/km²). En el 2000 había 14,836 unidades unifamiliares en una densidad de 55 km² (21,2 mi²). La demografía del condado era de 90.69% blancos, 2.40% afroamericanos, 1.71% amerindios, 0.46% asiáticos, 0.07% isleños del Pacífico, 1.48% de otras razas y 3.19% de dos o más razas. 1.03% de la población era de origen hispano o latino de cualquier raza. 93.1% de la población hablaba inglés, 3.7% portugués y 1.7% español en casa como lengua materna.
La renta per cápita promedia del condado era de $45,559, y el ingreso promedio para una familia era de $55,018. En 2000 los hombres tenían un ingreso per cápita de $38,945 versus $30,346 para las mujeres. El ingreso per cápita para el condado era de $26,472 y el 10.00% de la población estaba bajo el umbral de pobreza nacional.